# En vild pjækkedag
En vild pjækkedag (originaltitel Ferris Bueller's Day Off) er en amerikansk film fra 1986, instrueret af John Hughes.

## Medvirkende
- Matthew Broderick som Ferris Bueller
- Mia Sara som Sloane Peterson
- Jeffrey Jones som Edward R. Rooney